# Philotrypesis silvensis
Philotrypesis silvensis är en stekelart som beskrevs av Girault 1915. Philotrypesis silvensis ingår i släktet Philotrypesis och familjen fikonsteklar. Inga underarter finns listade i Catalogue of Life.